# Schegarka
Die Schegarka (russisch Шегарка) ist ein linker Nebenfluss des Ob in den Oblasten Nowosibirsk und Tomsk im Süden Westsibiriens.
Die Schegarka entspringt im Südosten der Wassjuganje nordwestlich von Nowosibirsk. Die Schegarka fließt in überwiegend nördlicher Richtung. Die Schegarka mündet nach 382 km nordwestlich von Tomsk linksseitig in den Ob. Sie entwässert ein Areal von 12.000 km². Sie wird hauptsächlich von der Schneeschmelze gespeist. Zwischen November und April ist der Fluss eisbedeckt. 177 km oberhalb der Mündung beträgt der mittlere Abfluss (MQ) 12,6 m³/s. Wichtigster Nebenfluss ist die Baksa (Бакса) von rechts.